# Сова (приток Лекмы)
Сова — река в России, протекает в Кировской области, Республике Коми. Устье реки находится в 15 км по правому берегу реки Лекма. Длина реки составляет 20 км.
Исток реки к северу от деревни Башарово (Денисовское сельское поселение) в 5 км к западу от села Совье. Река течёт на север по почти ненаселённой местности, в среднем течении на некотором расстоянии от реки деревня Большое Бузаново. Притоки — Погорелка (пр); Талица, Осиновый Лог (лв).

## Данные водного реестра
По данным государственного водного реестра России относится к Камскому бассейновому округу, водохозяйственный участок реки — Вятка от истока до города Киров, без реки Чепца, речной подбассейн реки — Вятка. Речной бассейн реки — Кама.
По данным геоинформационной системы водохозяйственного районирования территории РФ, подготовленной Федеральным агентством водных ресурсов:
- Код водного объекта в государственном водном реестре — 10010300212111100031914
- Код по гидрологической изученности (ГИ) — 111103191
- Код бассейна — 10.01.03.002
- Номер тома по ГИ — 11
- Выпуск по ГИ — 1